# Любомир Епитропов
Любомир Епитропов е български състезател по плуване, европейски шампион.

## Биография
Роден е във Велико Търново. Състезава се за клуб „Вихрен“ (Сандански) с треньор Николай Вакареев.

## Успехи
Обявен е за плувец №1 на България за 2022 г. от Българската федерация по плувни спортове.
- Европейски шампион на 200 м бруст за 2024 година
- 25-о място на Световното първенство за мъже в Гуанджоу (Китай) през 2019 г. на 200 м. бруст
- 13-о място ва Европейското първенство за мъже в Будапеща (Унгария), 2021 г. на 200 м. бруст
- 15-о място ва Европейското първенство за мъже в Будапеща (Унгария), 2021 г. на смесена щафета 4х100 м.
- Национален рекордьор[3]
- Участва на ОИ 2020 в Токио и има покрит ,,А'' норматив на 200м бруст за ОИ 2024 в Париж.
- Участва на ОИ 2024 в Париж и се класира за полуфинал на 200 м. бруст с време 2.10.59, което е с около 1 секунда над националния му рекорд.